# Dal vivo - Volume uno
Dal vivo - Volume uno è il primo album di Cisco in live, il terzo in totale.
Uscito l'11 dicembre 2009 è il modo con il quale l'artista vuole dare spazio alla dimensione che ancora preferisce della musica: quella live, in tutte le sue forme.
(Parole di Cisco nella presentazione dell'album)
Quindi questo album non è un classico disco live registrato durante una serata speciale del tour, ma un montaggio del meglio di più eventi e di varie serate, che cerca di rappresentare un percorso cominciato alcuni anni fa, con l'uscita dell'artista da un gruppo come i Modena City Ramblers e che prosegue con nuovi compagni di viaggio, affondando però le proprie radici musicali ed intellettuali in un passato e in un repertorio comune.

## Tracce

### CD 1
1. Pasolini con Marco Giuradei al piano
2. Bodhran Medley a Firenze. Terra rossa, Contessa, I cento passi
3. Il mulo
4. Multumesc
5. La lunga Notte
6. A las barricadas
7. Onda Granda con Momar alla voce
8. Ebano
9. Tina
10. Come se il mondo

### CD 2
1. Best
2. Zelig
3. Rumelay con Francesco Magnelli
4. Miserlù + Clan Banlieue con l'Orchestra Multietnica d'Arezzo
5. Una perfecta excusa con la Bandabardò
6. Fuochi nella notte di San Giovanni con Francesco Magnelli
7. Bella ciao cantata dal Popolo
8. Canzone dalla fine del mondo
9. Ninnananna con Giovanni Rubbiani e Alberto Cottica

## Artista
- Stefano "Cisco" Bellotti - voce

## Altri musicisti
- Marco Giuradei
- Momar
- Francesco Magnelli
- Orchestra Multietnica d'Arezzo
- Bandabardò
- Popolo
- Giovanni Rubbiani
- Alberto Cottica